# Palacio de Courson (y Las Plantas de Courson)
El palacio de Courson (en francés: Château de Courson) es un château francés del siglo XVII situado en la comuna de Courson-Monteloup, departamento de Essonne, a 32 km al suroeste de París. El dominio tiene un jardín de plantas ornamentales, Las Plantas de Courson (en francés: Les Plantes de Courson), que es lugar de celebración del encuentro botánico reconocido a nivel de todo el Estado francés «Journées des Plantes de Courson». Se encuentra abierto los sábados y los domingos todos los días del año que no se celebran las «Journées des Plantes de Courson».
El dominio de Courson ha sido distinguido con la etiqueta «Jardin remarquable».

## Historia
Originalmente hogar de la familia Lamoignon, el palacio fue transmitido por herencia desde el siglo XVIII. Su parque histórico fue diseñado en el estilo formal por un discípulo de André Le Nôtre en el siglo XVIII.
En el siglo XIX, los jardines fueron remodelados dos veces: primero alrededor 1820 para el duque de Padua por el paisajista Louis-Martin Berthault; y otra vez en 1860, por los hermanos Denis y Eugène Bühler, quienes diseñaron muchos parques y jardines franceses, entre ellos los de Rennes, Lyon y Burdeos.
El palacio fue catalogado como monumento histórico en 1944 (fachadas, cubiertas, instalación hidráulica) e inscrito en 1992 (parque, avenida perspectiva, fachadas y tejados de los edificios comunes, capilla).
Ahora es más famoso como el lugar de celebración de la «Journées des Plantes de Courson» [Jornadas de las Plantas de Courson]. Estas ferias de plantas muy populares se han celebrado a mediados de octubre desde 1983. Desde 1987 una feria de plantas de la primavera se ha celebrado a mediados de mayo en 1986.

### Propietarios sucesivos
- 1468: un acta menciona el señorío de Cincehours (a veces escrito Saint-Cehours).

- Le Maître:

- 1515: Geoffroy Le Maître (?- 1545) señor del lugar, casado con Catherine Frameri (?-1515).
- 1534: Gilles (?- 1562), hijo del anterior, abogado general y futuro primer presidente del Parlamento de París, compró el feudo; en 1550, hizo construir un manoir en medio de las tierras agrícolas.
- 1637: Jehan es citado en un acta; la familia conservó el feudo hasta 1639.

- du Tronchet:

- 1639: Charles y François du Tronchet son propietarios.

- Méalet de Fargues:

- 1655: el dominio es adquirido por Balthazar de Méalet de Fargues (?-1665), capitán mayor del regimiento de Bellebrune, gobernador de Hesdin; casado con Marie Madeleine de La Rivière; realizó la unificación de los feudos de Cincehours, Monteloup y Launay-Courson; habiendo tomado partido por el príncipe de Condé, su residencia fue confiscada en 1661 y fue condenado por Mazarino a la horca.

- Familia de Lamoignon:

- 1672: Luis XIV donó el castillo a Guillaume de Lamoignon (1617-1677), presidente del Parlamento de París, casado con Madeleine Potier Madeleine Potier (ca. 1623-1705).
- 1677: Nicolas (1648-1724), quinto hijo de los precedentes, es intendente del Languedoc, casado con Anne-Louise Bonnin de Chalucet (ca.1645-1732); le dio al castillo su apariencia actual.
- 1724: Guillaume-Urbain (1674-1742), hijo de los precedentes, fue intendente de Rouen puis de Guyenne, casado con Marthe Françoise Méliand ( -1740).
- 1742: Guillaume (1697-1742), hijo de los precedentes, presidente à mortier, muere sin descendencia, casado con Marie Renée de Catinat.

- Dupleix de Bacquencourt:

- 1775: Guillaume Joseph Dupleix de Bacquencourt (1725-1794), sobrino de Joseph François Dupleix, intendente de Picardia y después de Bretaña, compró el dominio, casado con Jeanne de Nogué (1751-1785) y será guillotinado bajo el Terreur.

- Familia de Montesquiou-Fezensac:

- 1794: Henri de Montesquiou Fezensac (1768-1844), casado en 1790 con Augustine Françoise (1772-1797), hija de los precedentes, era conde del Imperio.

- Arrighi de Casanova:

- 1844: Jean Toussaint Arrighi de Casanova (1778-1853), duque de Padua, casado con Anne Rose Zoé (1792-1817), hija de los precedentes, oficial general y después diputado de Córcega.
- 1853: Ernest Louis Henri Hyacinthe (1814-1888), hijo de los precedentes, político, casado con Élise Françoise Honnorez (1824-1876). Téngase en cuenta que su hermana, Marie Louise, se había casado con Edouard-James Thayer, propietario del castillo vecino de Fontenay-les-Briis. Los dos castillos y las dos familias estaban uno al lado del otro.

- Familia Riquet de Caraman:

- 1888: Georges-Ernest-Maurice de Riquet de Caraman (1845-1931), casado en 1870 con Marie Adèle Henriette (1849-1929), hija de los precedentes, es diputado de Seine-et-Oise.
- 1931: Ernest Félix Anne Antoine (1875-1958), hijo de los precedentes, es conde de Caraman, casado en 1909 con Marie Étiennette Hélène de Ganay (1890-1974).

- Nervaux-Loys:

- 1974: Roland Marie Raoul Henri de Nervaux-Loys (1913-1980), casado en 1943 con Béatrice Marie Hélène (1918-2003), hija de los precedentes.
- Sus dos hijos comparten actualmente la propiedad; Hélène (nacida en 1943), casado con Patrick Fustier, con descendencia, y Olivier Maurice (nacida en 1946), ingeniero civil en minas, casado con Patricia Bertin, con descendencia.

## Colecciones botánicas
Alberga una colección permanente de árboles, arbustos y plantas anuales ornamentales.
En los meses de mayo y octubre se celebra una exposición a nivel nacional de plantas ornamentales raras y nuevos cultivares, las «Journées des Plantes de Courson».
Una característica especial de Courson es presentaren  el mismo lugar las plantas directamente de los productores, con una diversidad muy amplia en la representación de las regiones, países, climas, suelos.